# Béla Melis
Béla Melis (Békéscsaba, 25 settembre 1959 – Budapest, 19 luglio 2024) è stato un calciatore ungherese, di ruolo attaccante.

## Carriera
Fu capocannoniere del campionato ungherese nel 1988.

## Palmarès

### Club

#### Competizioni nazionali
- Campionato ungherese: 1

Honvéd: 1979-1980